# Lo sposo deluso

Lo sposo deluso, ossia La rivalità di tre donne per un solo amante, K. 430 (Le Mari déçu ou la Rivalité de trois femmes pour un seul amant) est un opera buffa en deux actes, commencé par Wolfgang Amadeus Mozart en juillet 1783 mais abandonné en novembre. L'opéra ne fut jamais terminé et seul un fragment de 20 minutes de l'acte I existe. 
Mozart avait au départ prévu de faire jouer l'opéra par sept membres de la troupe italienne à Vienne. Bien que l'on ait d'abord pensé que Lorenzo da Ponte pourrait en être l'auteur, Alessandra Campana a démontré que le livret avait été écrit par un poète italien inconnu, et qu'une version précédente avait été utilisée par Domenico Cimarosa dans son opéra Le donne rivali, qu'il composa pour la saison du carnaval de Rome de 1780.
Pour Lo sposo deluso, Mozart a renommé les cinq personnages originaux et en a ajouté deux — notamment Metilde — prévoyant la distribution de chanteurs pour laquelle il composerait. Les raisons de l'abandon de l'œuvre ne sont pas claires. Neal Zaslaw a émis l'hypothèse que c'étaient les difficultés d'adaptation du livret pour le public viennois et le fait qu'en 1785, da Ponte avait proposé à Mozart le livret des Nozze di Figaro qui y avaient conduit.[réf. nécessaire]

## Distribution
L'opéra ne fut jamais terminé, ni créé. Les noms des chanteurs donnés dans le tableau ci-dessous sont ceux pour lesquels Mozart écrivit les rôles et qui devaient chanter lors de la création.
| Rôle                                                                                 | Tessiture | Créateur du rôle    |
| ------------------------------------------------------------------------------------ | --------- | ------------------- |
| Bocconio Papparelli, homme riche mais stupide, fiancé à Eugenia                      | basse     | Francesco Benucci   |
| Eugenia, jeune noble romaine, fiancée à Papparelli mais amoureuse de don Asdrubale   | soprano   | Nancy Storace       |
| Don Asdrubale, officier de l'armée toscane                                           | ténor     | Stefano Mandini     |
| Bettina, jeune nièce de Papparelli, aussi amoureuse de don Asdrubale                 | soprano   | Katharina Cavalieri |
| Pulcherio, ami misogyne de Papparelli                                                | ténor     | Francesco Bussani   |
| Gervasio, tuteur d'Eugenia, amoureux de Métilde                                      | basse     | Signore Pugnetti    |
| Metilde, cantatrice et danseuse, amie de Bettina et aussi amoureuse de don Asdrubale | soprano   | Theresia Teyber     |

L'action se déroule dans une villa au bord de la mer près de Livourne.

## Numéros musicaux
- 1. Ouverture (Allegro - Andante)
- 2. Quartetto « Ah, ah che ridere » - Pulcherio, Papparelli, Bettina, Asdrubale
- 3. Aria « Nacqui all'aria trionfale »[2] - Eugenia
- 4. Aria « Dove mai trovar quel ciglio? »[2] - Pulcherio
- 5. Terzetto « Che accidenti » - Papparelli, Asdrubale, Eugenia

## Représentations
En 2006, 250e anniversaire de la naissance de Mozart, Lo sposo deluso fut joué plusieurs fois, dont :
- The Jewel Box, une production du Bampton Classical Opera conçue par Paul Griffiths utilisant les morceaux existant de Lo sposo deluso et L'oca del Cairo ainsi que des arias écrites par Mozart pour être insérées dans des opéras de Anfossi, Piccini et Cimarosa. Le programme était une reconstitution imaginée d'une pantomime de 1783 dans laquelle  Mozart et Aloysia Weber auraient joué.
- la production du Festival de Salzbourg de Lo sposo deluso et de L'oca del Cairo, et d'autres airs écrits par Mozart dans un programme intitulé Rex tremendus, conçu et mis en scène par Joachim Schlöme avec la Camerata Academica de Salzbourg dirigée par Michael Hofstetter.

## Discographie
- Rex Tremendus (Lo sposo deluso, L'oca del Cairo et d'autres morceaux de Mozart) avec Ann Murray, Marianne Hamre, Graham Smith, Josef Wagner, Marisa Martins, Jeremy Ovenden, Matthias Klink, Silvia Moi, Miljenko Turk, Malin Hartelius et la Camerata Academica de Salzbourg dirigée par Michael Hofstetter. DVD enregistré au Festival de Salzbourg 2006 (Deutsche Grammophon 0734250)
- L'oca del Cairo / Lo sposo deluso, 1991, Volume 39 de The Complete Mozart Edition (Philips 028942253926)